# گیوم مارتن
گیوم مارتن (فرانسوی: Guillaume Martin‎؛ زادهٔ ۹ ژوئن ۱۹۹۳ ‏(۳۱ سال)) دوچرخه‌سوار اهل فرانسه است.
از باشگاه‌هایی که در آن رکاب زده‌است می‌توان به وانتی–گروپ گوبر، تیم دوچرخه‌سواری سوجاسون و تیم دوچرخه‌سواری اف‌دی‌جی اشاره کرد.